# Dealer
Em finanças, dealer é um intermediário financeiro que faz a gestão de títulos ou  moedas por iniciativa própria, auferindo uma comissão sobre o montante da transação. Nas operações à vista com ações, os intermediários podem ser dealers quando se trata de uma sociedade financeira de corretagem.